# جون كينيث غورملي
جون كينيث غورملي هو محامي وسياسي كندي، ولد في 2 أغسطس 1957. نشط حزبياً في الحزب الكندي التقدمي المحافظ. وقد انتخب عضو مجلس العموم الكندي.